# Shigeo Fukuda
Shigeo Fukuda (福田 繁雄; Tokyo, 4 febbraio 1932 – Tokyo, 11 gennaio 2009) è stato un designer giapponese.
All'inizio della sua carriera fu ispirato dal minimalismo svizzero, che poi approfondisce presso l'Università Nazionale di Arti e Musica di Tokyo, dove si laurea nel 1956. Dopo un primo incontro con il nascente minimalismo, negli anni ‘60 nasce in lui un interesse verso l'illusione: è così che crea le sue opere più celebri. Il suo operato è caratterizzato da uno stile semplice ma controverso e il fulcro del suo lavoro è la sua visione non convenzionale del mondo, che viola anche leggi fisiche. Fukuda è in grado di dare e ricevere messaggi impliciti: rifiuta comunicare in maniera immediata, ma lo fa solo tramite un percorso riflessivo fatto di associazioni; infatti, è ambiguo in maniera intenzionale e ci trasmette un significato che va oltre la superficie. Ciò che lo distingue maggiormente è la sua personalità ironica che traspare da tutti i suoi lavori.

## Romeo and Juliet: un nuovo modo di raccontare
Nel 1595 viene pubblicata un'opera destinata a diventare uno dei più grandi classici della letteratura: Romeo e Giulietta. La turbolenta storia d'amore fra i due giovani, capace di fiorire anche in un ambiente avverso, diventa simbolo universale dell'amore, echeggia negli animi di chi la conosce e raggiunge grande fama, tanto da diventare ispirazione per molti artisti. Nel Giappone del 1965, è il grafico Shigeo Fukuda a reinterpretare questo dramma in una chiave del tutto nuova.

Il suo libro "Romeo and Juliet", pubblicato a metà degli anni '60 a Tokyo, è un libretto di formato quadrato (14x14 cm) di diciannove pagine a colori, dove il racconto non viene sviluppato tramite l'uso del linguaggio verbale, ma tramite un'accattivante susseguirsi di linee colorate su uno sfondo neutro, che diventano personificazioni dei personaggi. La scelta cromatica si limita quindi a quattro tinte: dal titolo in copertina si evince che Giulietta verrà rappresentata con un rosso vivo e Romeo con un color ocra, mentre i personaggi secondari verranno illustrati attraverso tratti di colore blu. Questi sono i colori che rappresentano, nel corso della storia, tutto l'intreccio narrativo. Infatti, sono linee continue che seguono il percorso emotivo dei personaggi, descritto tramite inspessimenti e spezzamenti del tratto. Intanto, queste vengono accompagnate da piccole citazioni prese dall'opera originale, che aiutano la comprensione delle illustrazioni. Così il racconto va avanti, pagina per pagina, seguendo linee che sembrano danzare: viaggiano parallele, si incontrano, si scontrano, si allontanano e, infine, si interrompono. 

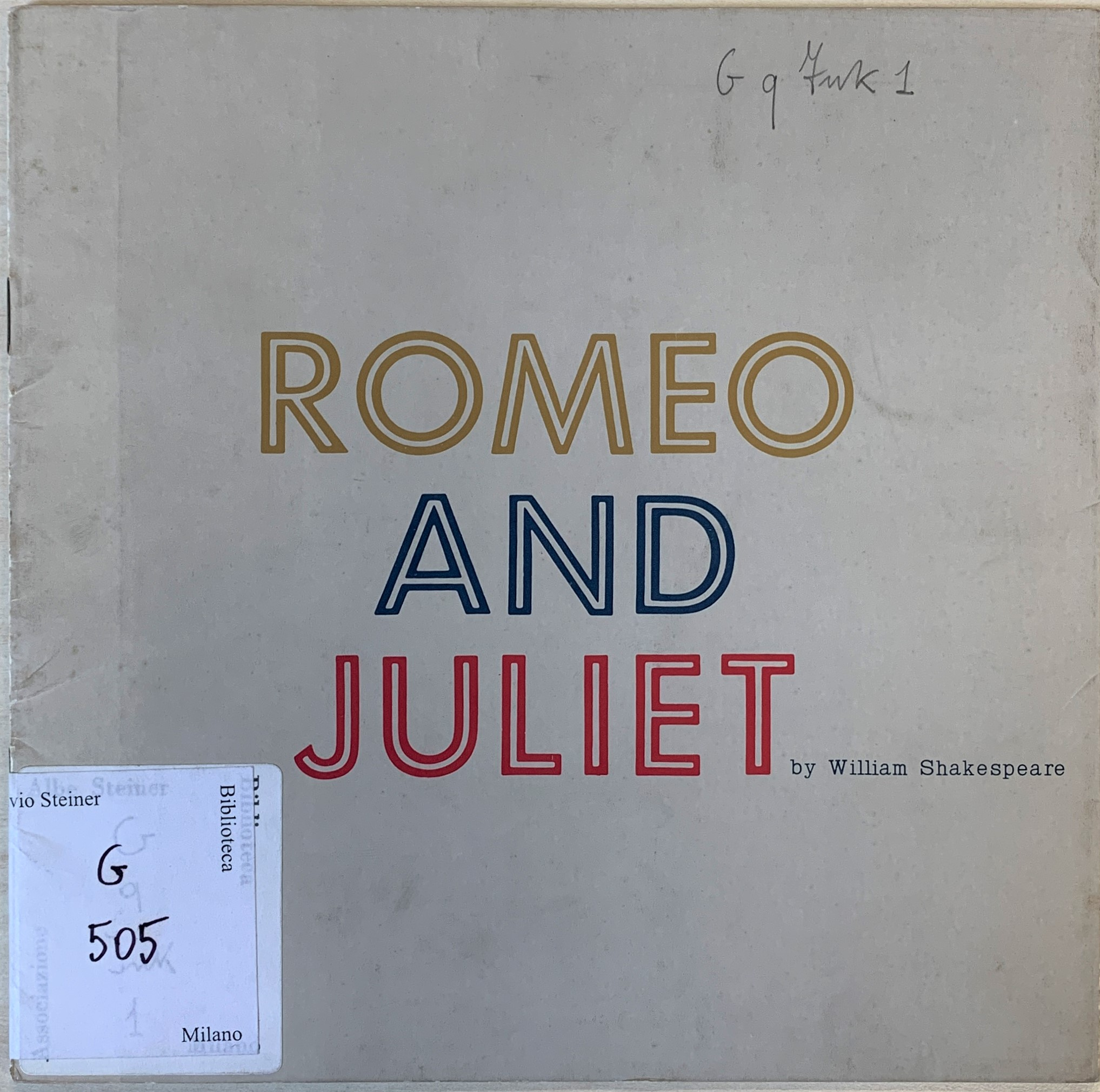
Copertina

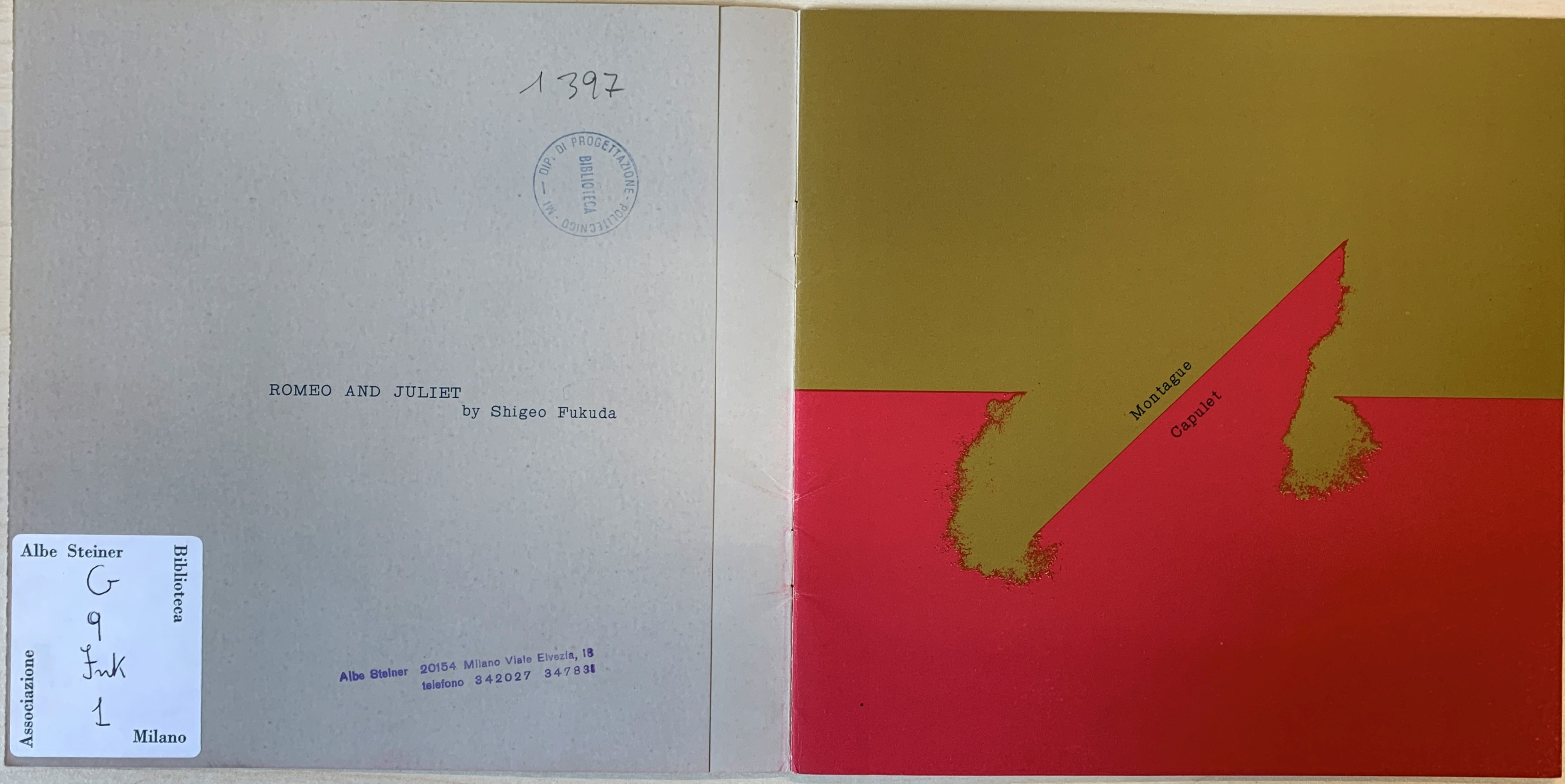
Figura 1

Ad esempio, la prima pagina (figura 1), che presenta la situazione iniziale, è interamente occupata dai colori rosso ed ocra. In questo modo Fukuda presenta le due famiglie dei protagonisti: Capuleti e Montecchi, caratterizzate da un forte odio reciproco. La faida fra le due è resa tramite un taglio netto ma sregolato che spartisce le due zone colorate e simboleggia l'astio, alludendo al sangue versato.

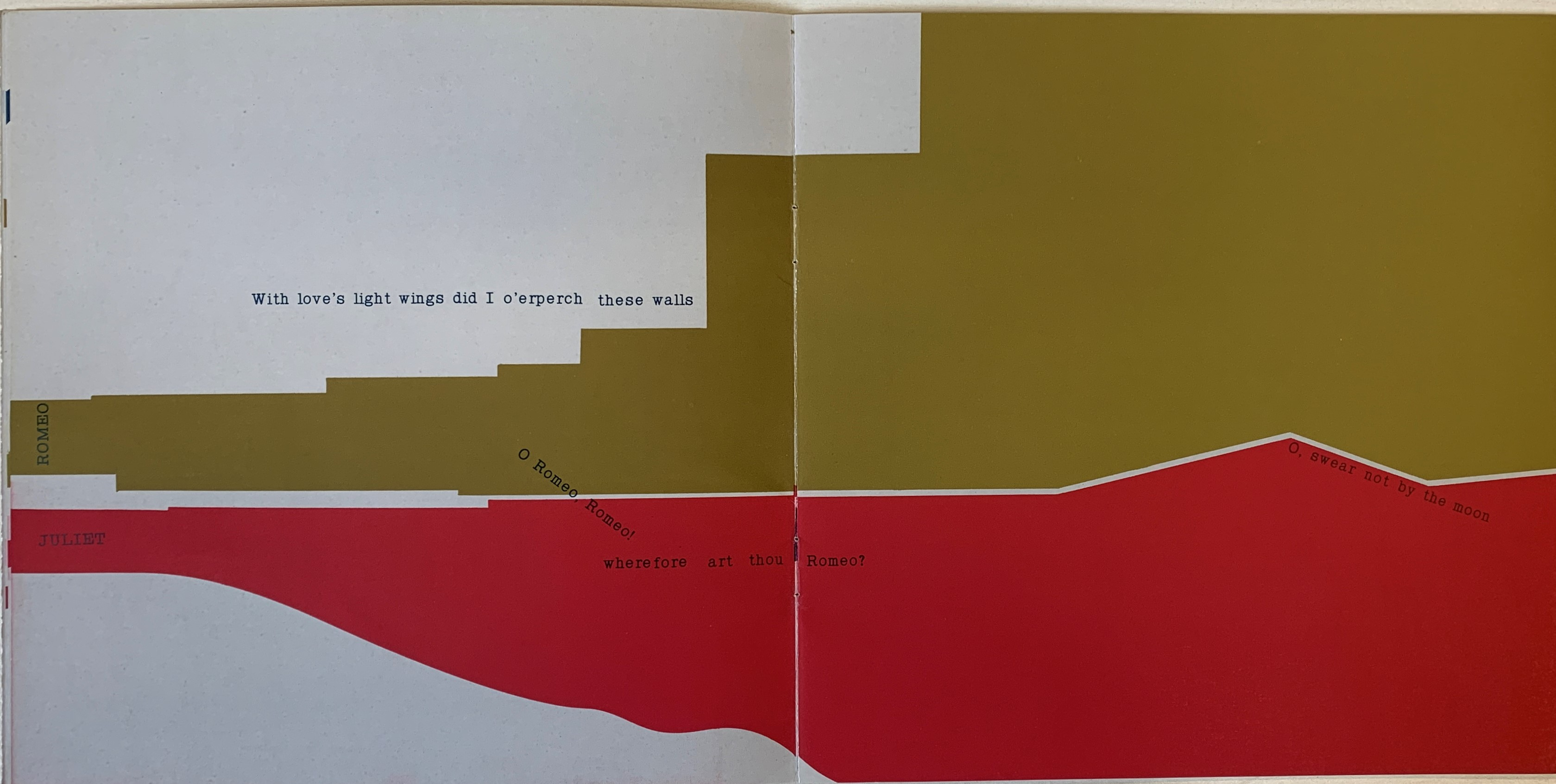
Figura 2

Successivamente, le pagine descrivono il primo incontro fra Romeo e Giulietta (figura 2), in occasione di un ballo: le loro linee cominciano ad avvicinarsi. Così, ha luogo un crescendo che porta alla celebre scena del balcone, dove i due dichiarano il loro amore reciproco. Poi, i tratti si allargano fino a riempire l'intera pagina: ciò indica come le loro anime siano ora piene di un giovane amore. 

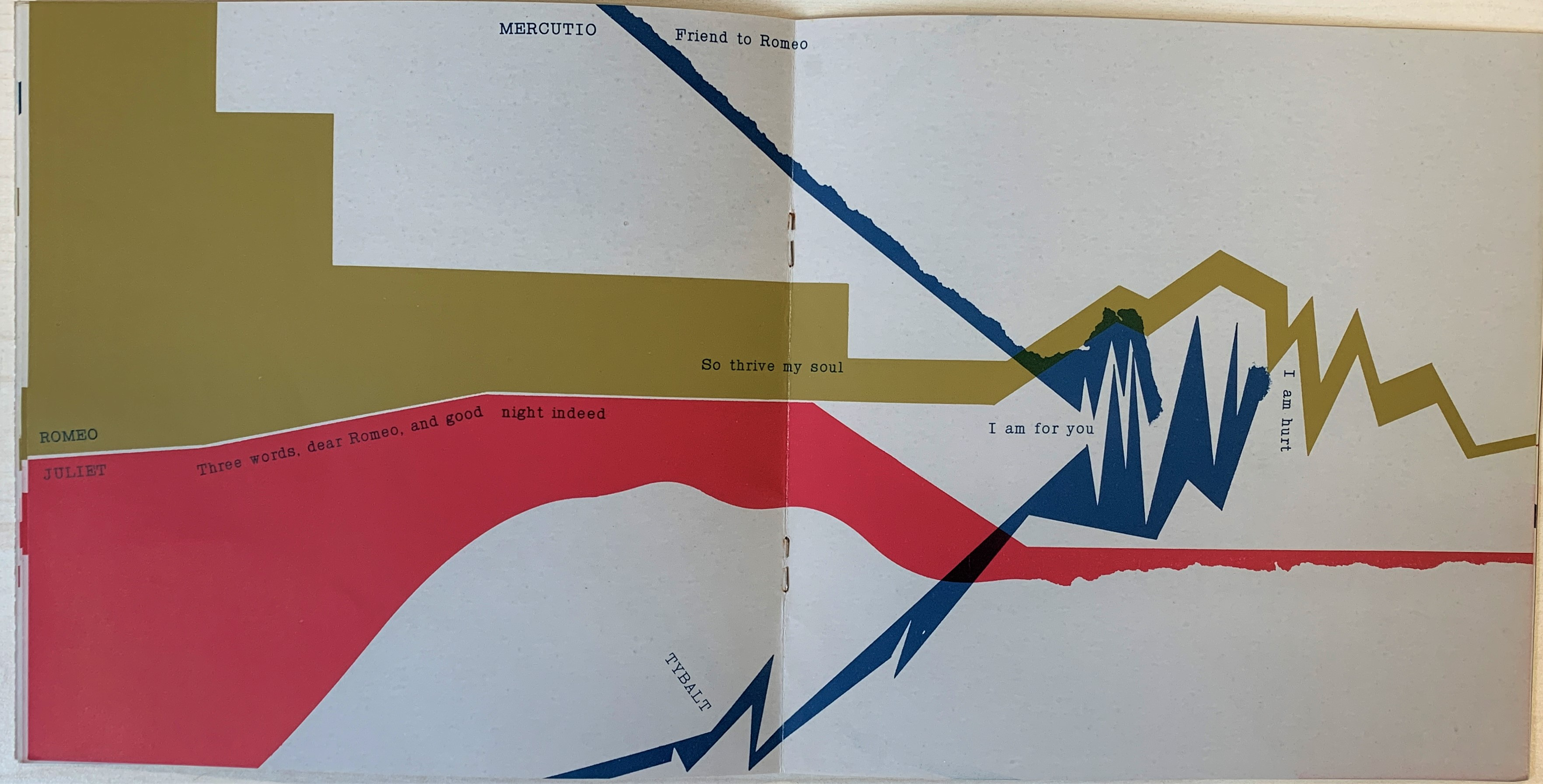
Figura 3

In seguito, la storia si fa complessa: i tratti si infittiscono e diventano linee sempre più disturbate, metafore dei turbamenti interiori e degli avvenimenti caotici e violenti che porteranno alla drammatica conclusione.
Il più violento fra gli avvenimenti è l'omicidio di Tebaldo per mano di Romeo (figura 3): egli vendica la morte dell'amico Mercuzio. La cruenta scena è resa tramite linee non più continue. Infatti, la linea blu di Tebaldo riflette l'immenso stato di rabbia che abita nel personaggio: subisce un'alterazione tagliente e appuntita.

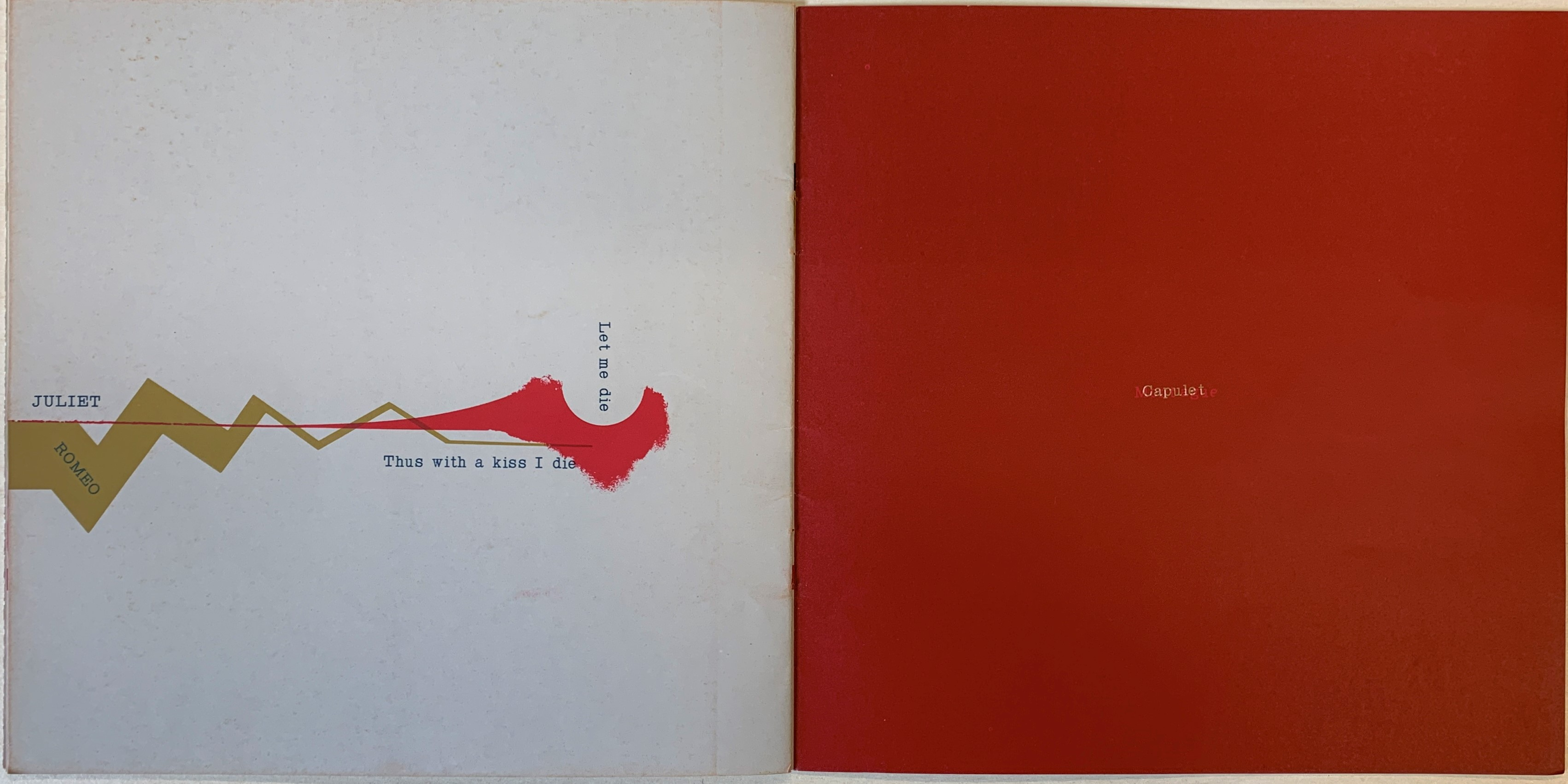
Figura 4

Nella scena finale (figura 4) si torna a vedere solo i due protagonisti ed è interessante notare come Fukuda analizzi singolarmente le loro morti: il suicidio di Romeo, per avvelenamento, è una morte istantanea ma non cruenta quanto quella di Giulietta, che invece si pugnalerà. È in questo dettaglio grafico che è evidente l'abilità dell'autore di comunicare il carico emotivo della scena: il tratto ocra di Romeo è dapprima scosso, poi, prima di interrompersi, assume linearità; al contrario, quello rosso di Giulietta passa dall'essere continuo a subire un'esplosione finale, che è illustrata come sangue per simboleggiare il gesto fatale.
Ecco come Shigeo Fukuda, negli anni '60, sia riuscito ad impaginare in modo efficace un dramma di William Shakespeare del 1595, non limitandosi più alle sole parole e azioni in teatro, bensì introducendo colori e figure. Una simile innovazione narrativa fu attuata anche dall'artista francese Robert Massin in un suo libro: una rivisitazione personale della "Cantatrice chauve" di Eugène Ionesco, una pièce comica che racconta di un assurdo pomeriggio nel salotto di una famiglia borghese. Così il grafico impagina la commedia, rappresentata per la prima volta nel 1950, in una ventina di composizioni, utilizzando una tipografia espressiva affiancata da fotografie stilizzate degli attori. Lo studio tipografico realizzato da Massin è completato dalla resa dell'espressione e del tono della voce mediante la deformazione del carattere, insieme all'inserimento di spazi bianchi che trasmettono le pause di silenzio tra una scena e l'altra. Massin attribuisce individualità ai personaggi affidando a ciascuno di loro una diversa font e non più un diverso colore, come Fukuda. Perciò, ecco come entrambe le opere risentano dell'atmosfera sperimentale dovuta alle avanguardie che fino a quegli anni si susseguirono. I due artisti si distaccano infatti dalle strutture tradizionali, favorendo una libera interpretazione delle opere che presero in considerazione, riuscendo così a dar vita alla rappresentazione teatrale anche all'interno delle pagine di un libro.